# Колбасный фарш

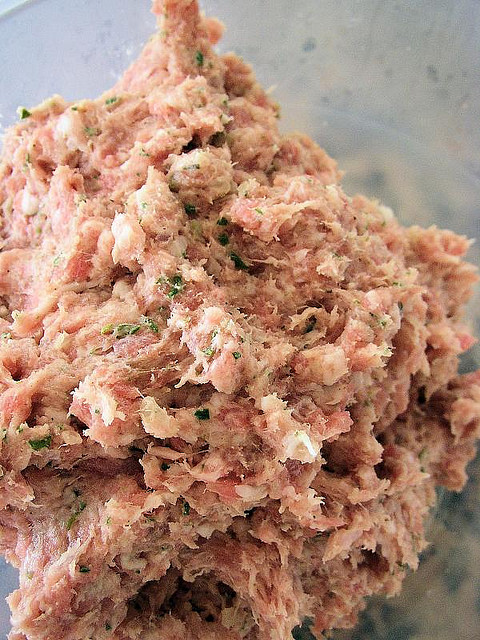
Колбасный фарш

Колбасный фарш — смесь ингредиентов для приготовления колбасного изделия в количествах, предусмотренных его рецептурой. Консистенция колбасного фарша обладает высокими вязко-пластичными свойствами, что достигается тщательным вымешиванием ингредиентов. Вяжущим компонентом в колбасном фарше выступает измельчённое мясо, обеспечивающее монолитную структуру готового продукта.
При измельчении мяса происходит разрушение мышечной структуры ткани. Степень измельчения сырья варьируется в зависимости от вида колбасы: фарш может быть микроскопически однородным в виде эмульсии (при производстве сосисок, сарделек, варёных и ливерных колбас) и содержать более или менее крупные кусочки мышечной или жировой ткани, обычно свежего или солёного шпика или грудинки (при производстве полукопчёных, варёно-копчёных, сырокопчёных и сыровяленых колбас). Мясо для варёных колбас, сосисок и сарделек измельчают сначала на волчке, затем на куттере и других машинах тонкого измельчения (эмульситаторах), а для большинства копчёных и сыровяленых колбас — на волчке. Шпик или грудинку, вводимые в фарш кусочками, измельчают на шпигорезке или в куттере.
Гомогенизированный фарш для бесшпиковых варёных колбас, сосисок и сарделек составляется в процессе измельчения в куттере, неоднородный фарш с кусочками шпика или мяса — в мешалке. Куттерование начинают с говядины и нежирной свинины и соль, если сырье несолёное. При куттеровании фарш нагревается до 17—20 °C, что ухудшает его качество, для предотвращения перегрева перед началом процесса постепенно добавляют холодную воду или лёд. В начале куттерования в мясо также добавляют фосфаты, увеличивающие его водосвязывающую способность. После измельчения нежирного сырья добавляют специи, крахмал, сухое молоко и в конце — жирную свинину или жир. Если при посоле не применялся нитрит, то его 2,5-процентный раствор разливают по поверхности фарша. На конечной стадии куттерования также добавляют аскорбиновую кислоту, которая увеличивает устойчивость окраски варёных колбас.
В СССР выпускались консервы высшего сорта в жестяных банках из колбасного фарша под названиями «Колбасный фарш любительский» и «Колбасный фарш отдельный». Эти консервы употреблялись в пищу в холодном виде, а также поджаренными с гарниром.